# Völkermord an den Jesiden
Der Völkermord an den Jesiden begann am 3. August 2014 in der nordirakischen Stadt Sindschar und dem Umland, einem Hauptsiedlungsgebiet der Jesiden. Als verantwortlich für den Völkermord gilt die Terrororganisation Islamischer Staat (IS).
Im Jahr 2016 und 2017 gaben die Vereinten Nationen bekannt, dass der Völkermord an den Jesiden noch andauere. Es wurde systematisch gemordet und vergewaltigt, getrennt nach Männern und Frauen: Die Männer wurden getötet und die Knaben als Kindersoldaten verwendet, die Frauen und Mädchen wurden in Busse verladen und ältere Frauen getötet, die übrigen in die Sklaverei verkauft und systematisch vergewaltigt und misshandelt. Nach Angaben der UN wurden 5000 bis 10.000 Jesiden ermordet und über 7000 jesidische Frauen und Kinder (meistens Mädchen) entführt.

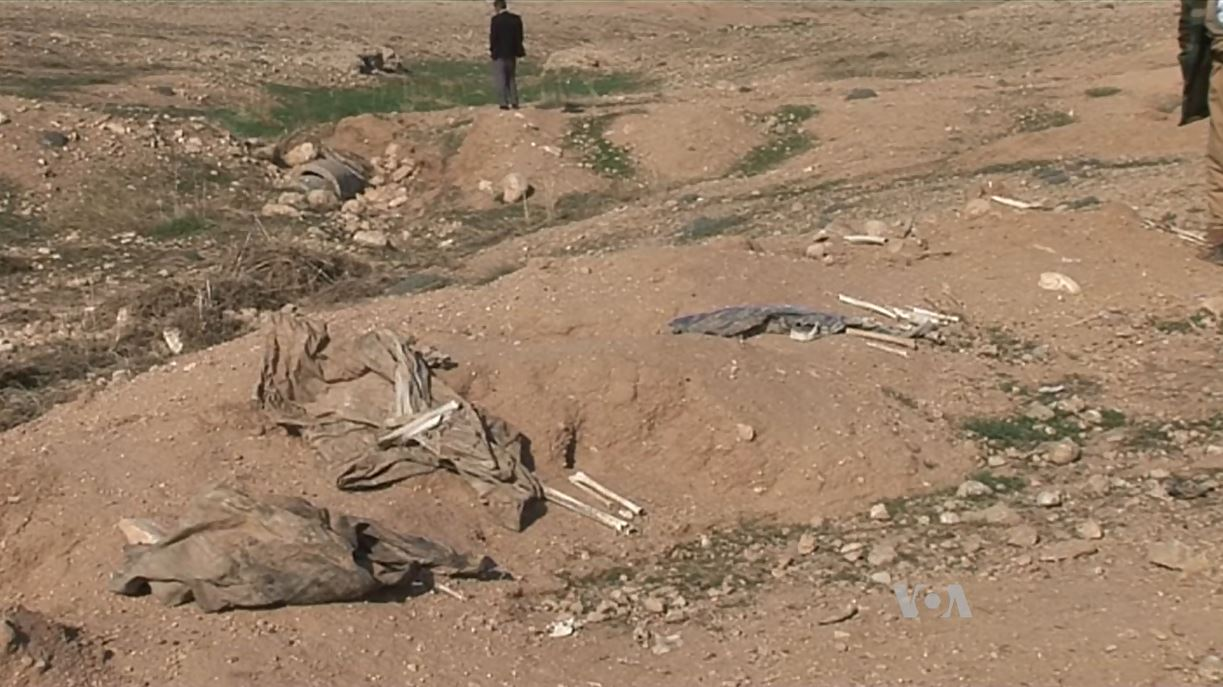
Ein jesidisches Massengrab in der Sindschar-Region (2015). Zu erkennen sind Knochen der Opfer, die aus dem Massengrab herausragen, in denen mehrere dutzend Jesiden begraben wurden, nachdem sie massakriert worden waren.

## Verlauf
Während sich kurz zuvor die kurdischen Peschmerga aus der Sindschar-Region zurückgezogen hatten, marschierten die IS-Terroristen am Morgen des 3. August 2014 in die traditionell von Jesiden bewohnte Sindschar-Region ein.
Die IS-Terroristen stießen bei ihrem Überfall kaum auf Widerstand. Tausende von Jesiden suchten Zuflucht im Sindschar-Gebirge und wurden dort eingekesselt. Diejenigen, die sich nicht durch Flucht retten konnten, wurden getötet oder entführt. Zuvor erbeutete der IS moderne Waffen, als er die irakische Stadt Mossul eroberte. Diese US-Waffen stammen aus Beständen der irakischen Armee, die nach der Übernahme der Stadt geflohen war. Die Jesiden waren nur wenig bewaffnet oder kurz zuvor von kurdischen Peschmerga-Kämpfern entwaffnet worden.

## Folgen

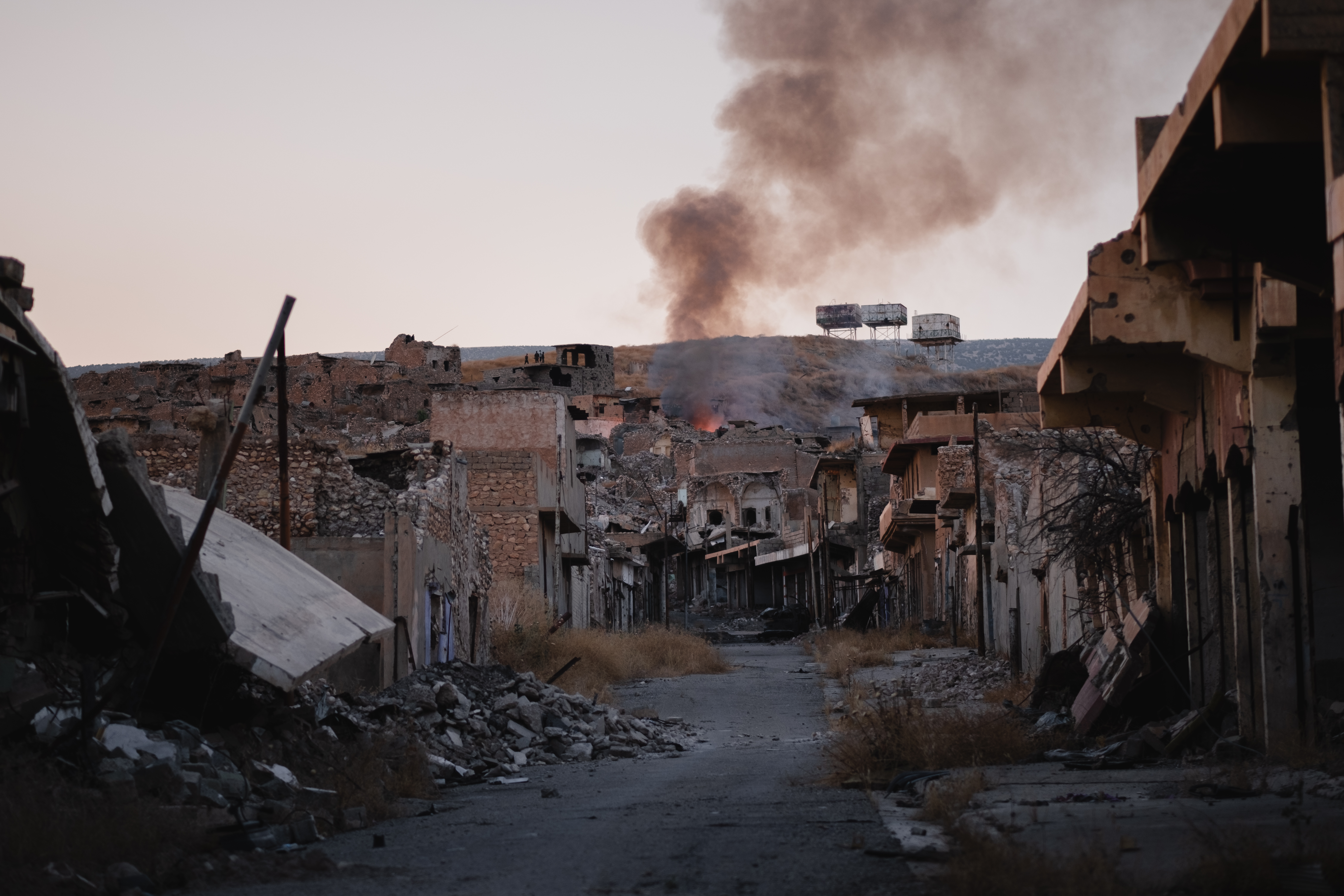
Die Ruinen von Sindschar im Juli 2019 nach dem Einmarsch des Islamischen Staates

Der Völkermord an den Jesiden durch den IS hatte weitreichende Folgen. Neben den Todesopfern wurden über 400.000 Jesiden aus ihrer Heimat vertrieben. Der größte Teil davon lebt als Binnenvertriebene in sogenannten IDP-Camps im Norden des Iraks. Von 2015 bis Mitte 2019 flüchteten über 75.000 Jesiden aus dem Irak nach Deutschland. Viele Jesiden litten noch Jahre später an Traumata, und die Selbstmordrate unter den Vertriebenen stieg noch 2020 an.
Nachdem der IS jesidische Frauen und Mädchen entführt hatte, wurden diese Opfer sexueller Sklaverei und von Menschenhandel. Auf Sklavenmärkten in der irakischen Stadt Mossul und in der syrischen Stadt Raqqa wurden Jesidinnen verkauft. Der Kaufpreis einer Jesidin war von ihrem Alter, der Anzahl der Kinder und ihrem Aussehen abhängig und betrug zwischen 200 und 1500 US-Dollar. Über 7000 jesidische Frauen und Kinder wurden während des Völkermordes vom IS verschleppt. Laut Angaben der UN befanden sich im Jahr 2016 3200 jesidische Frauen und Kinder in IS-Gefangenschaft. Rund 3500 Opfer konnten freigekauft und somit gerettet werden. Im Jahr 2020 wurden weiterhin 2900 vermisst.
Im Oktober 2024 konnte eine von einem IS-Kämpfer nach Gaza entführte Jesidin nach zehn Jahren durch eine komplizierte Rettungsaktion befreit werden. Nach Angaben des israelischen Außenministeriums war die Frau vor zehn Jahren als Elfjährige verschleppt und schließlich von einem Palästinenser im Gazastreifen festgehalten worden. Die israelische Armee teilte mit, sie habe die Frau unter Leitung der für Palästinenserangelegenheiten zuständigen israelischen Behörde Cogat und in Zusammenarbeit mit der US-Botschaft in Israel aus dem Gazastreifen befreit. Der Hamas-Terrorist, der sie festgehalten habe, sei mutmaßlich während eines israelischen Angriffs getötet worden. Er habe Verbindungen zum IS gehabt. Die Jesidin sei daraufhin zunächst in ein Versteck im Gazastreifen geflüchtet und sei kürzlich bei einem international koordinierten, komplexen und geheimen Einsatz über den Grenzübergang Kerem Schalom nach Israel gebracht worden und schließlich über das Westjordanland nach Jordanien weitergereist. Von dort aus sei sie nach Hause in den Irak zurückgekehrt.
Laut einem Bericht von RASHID International, einem Verband von Archäologen und Experten für Kulturgut für den Irak, wurden 26 jesidische Tempel zerstört. Einem weiteren Bericht von RASHID International von 2019 zufolge waren es sogar 68 Tempel.
Das US-Militär reagierte auf Veranlassung des damaligen US-Präsidenten Barack Obama mit Luftschlägen auf IS-Terroristen.

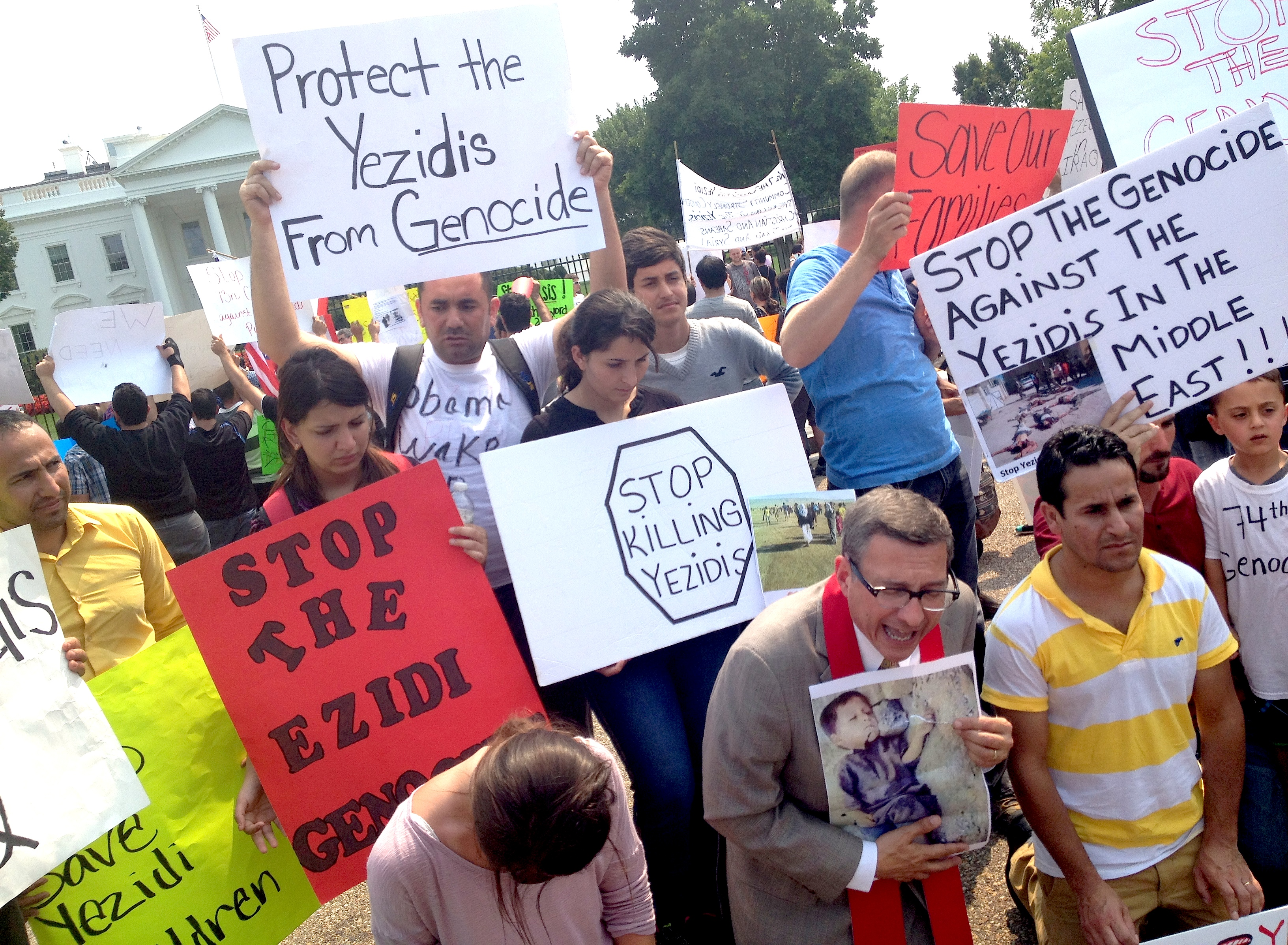
Jesidische Demonstration vor dem Weißen Haus in Washington, D.C. (August 2014)

Aufgrund von Luftschlägen und dem Vorgehen des IS wurden die traditionellen Siedlungsgebiete in der Sindschar-Region größtenteils zerstört und unbewohnbar.

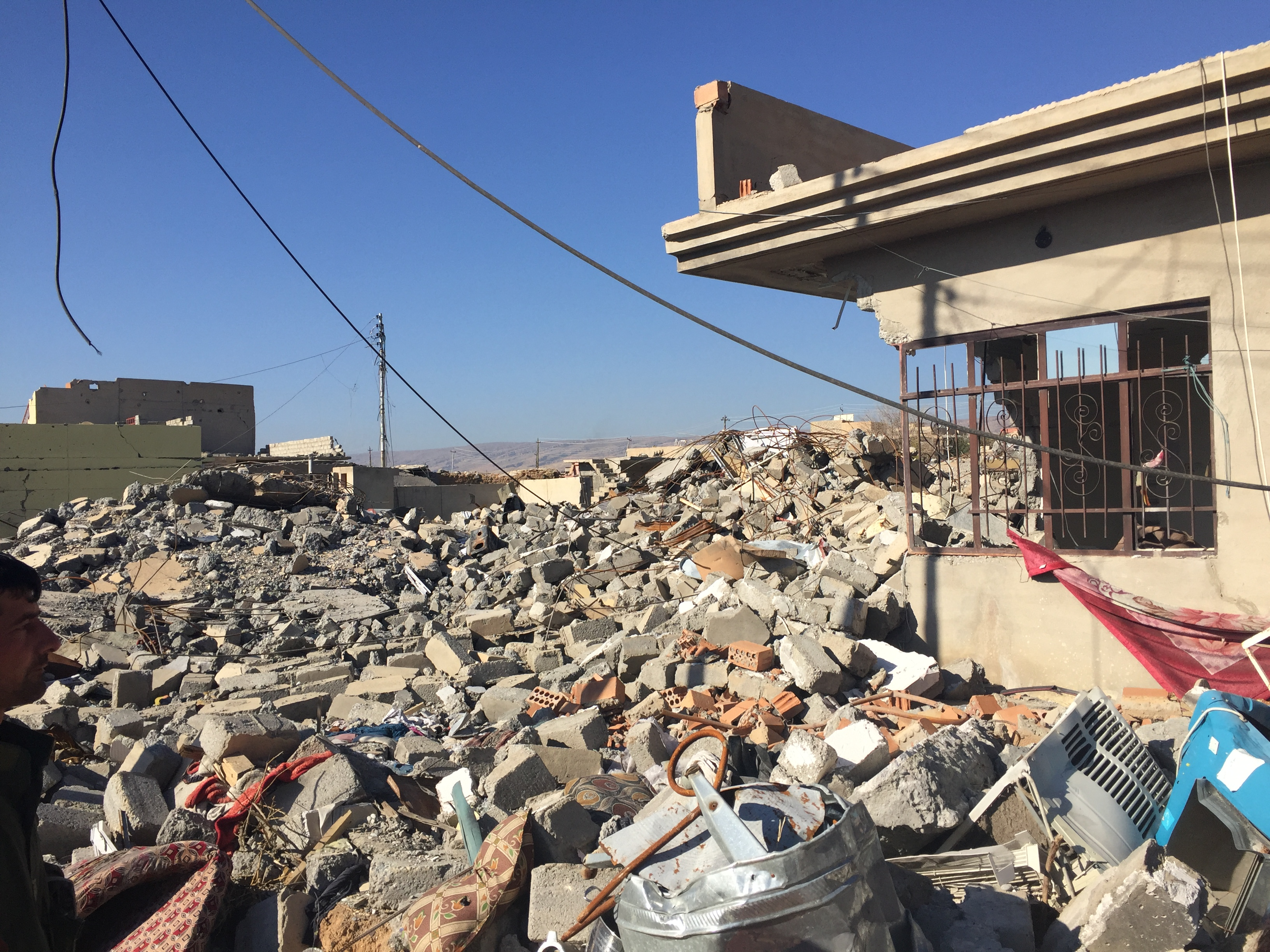
Sindschar nach der Rückeroberung vom „Islamischen Staat“, Dezember 2015

Etwa 70 Massengräber der Jesiden waren mit Stand von Mitte 2019 in Sindschar bekannt; etwa 200 wurden insgesamt vermutet. Am 15. März 2019 begann die Exhumierung der Massengräber durch UN-Ermittler, beginnend in dem jesidischen Dorf Kodscho.
Das Land Baden-Württemberg nahm auf Initiative des Ministerpräsidenten Winfried Kretschmann ein Sonderkontingent von 1100 jesidischen Frauen und Mädchen auf.
Im Juli 2021 startete Gohdar Alkaidy, Co-Vorsitzender des Vereins „Stelle für Jesidische Angelegenheiten“, eine Bundestagspetition zur Anerkennung des Völkermords an den Jesiden. Die Petition erreichte im September 2021 offiziell das Quorum. Am 19. Januar 2023 wurde die Verfolgung der Jesiden einstimmig vom Bundestag als Genozid anerkannt. Die Abstimmung erfolgte auf eine gemeinsam vorgelegte Resolution der Ampel-Fraktionen und der CDU/CSU-Fraktion.
Am 30. November 2021 wurde erstmals ein IS-Kämpfer in Deutschland wegen Völkermord an Jesiden vom OLG Frankfurt am Main zu lebenslanger Haft verurteilt. Der Bundesgerichtshof bestätigte die Verurteilung.
Im Februar 2025 wurde eine 52-jährige Frau in Stockholm wegen Völkermord, Verbrechen gegen die Menschlichkeit und Kriegsverbrechen zu zwölf Jahren Haft verurteilt. Das Gericht war der Ansicht, das sie die Absicht des IS unterstützt habe, „eine religiöse Gruppe zu vernichten“. Die Frau habe Jesiden als Sklaven gehalten und gezwungen, „praktizierende Muslime“ zu werden.

## Reaktionen sowie Menschen- und Völkerrechtsaspekte

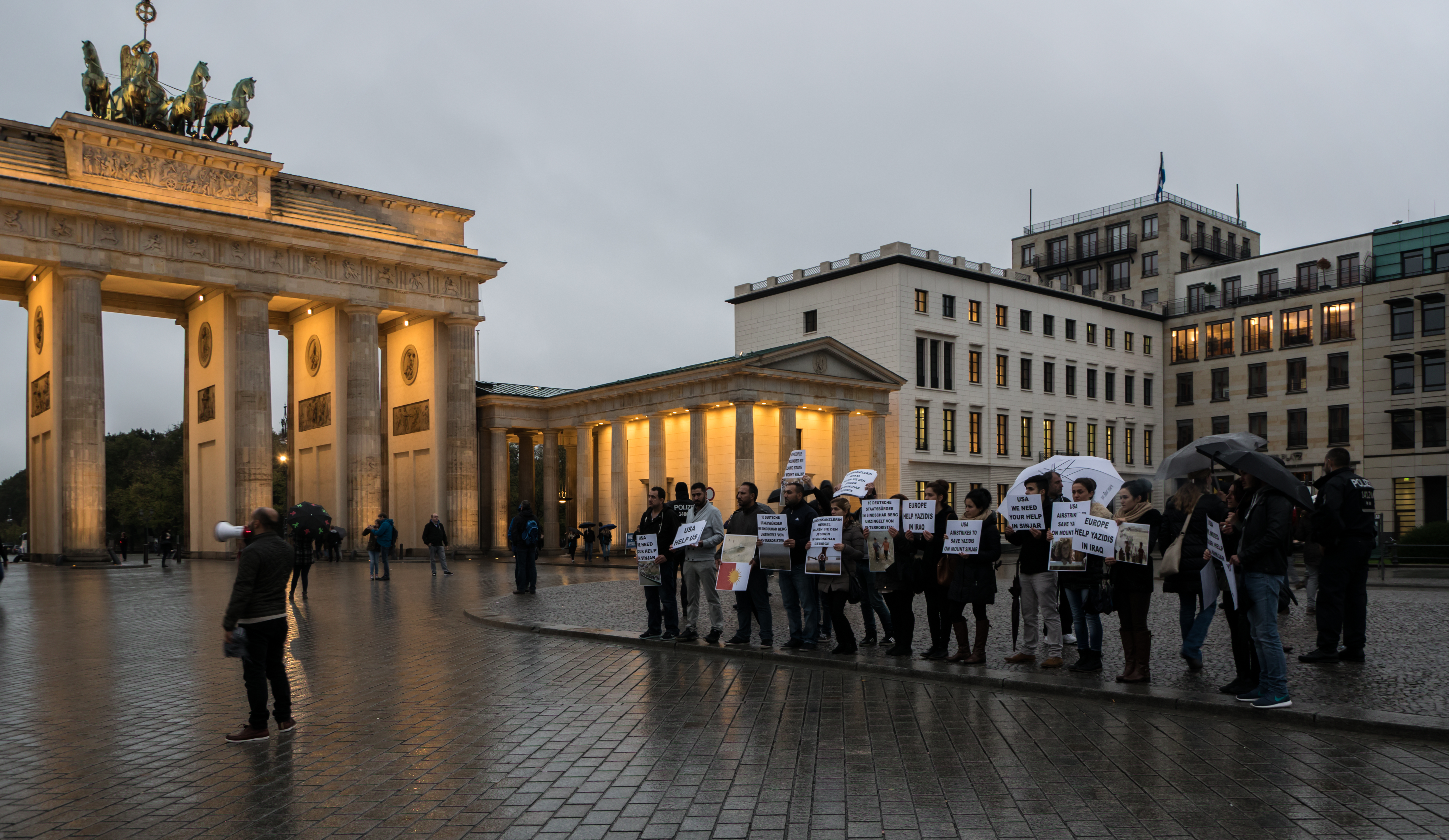
Demonstration von Jesiden vor der US-Botschaft in Berlin am 22. Oktober 2014

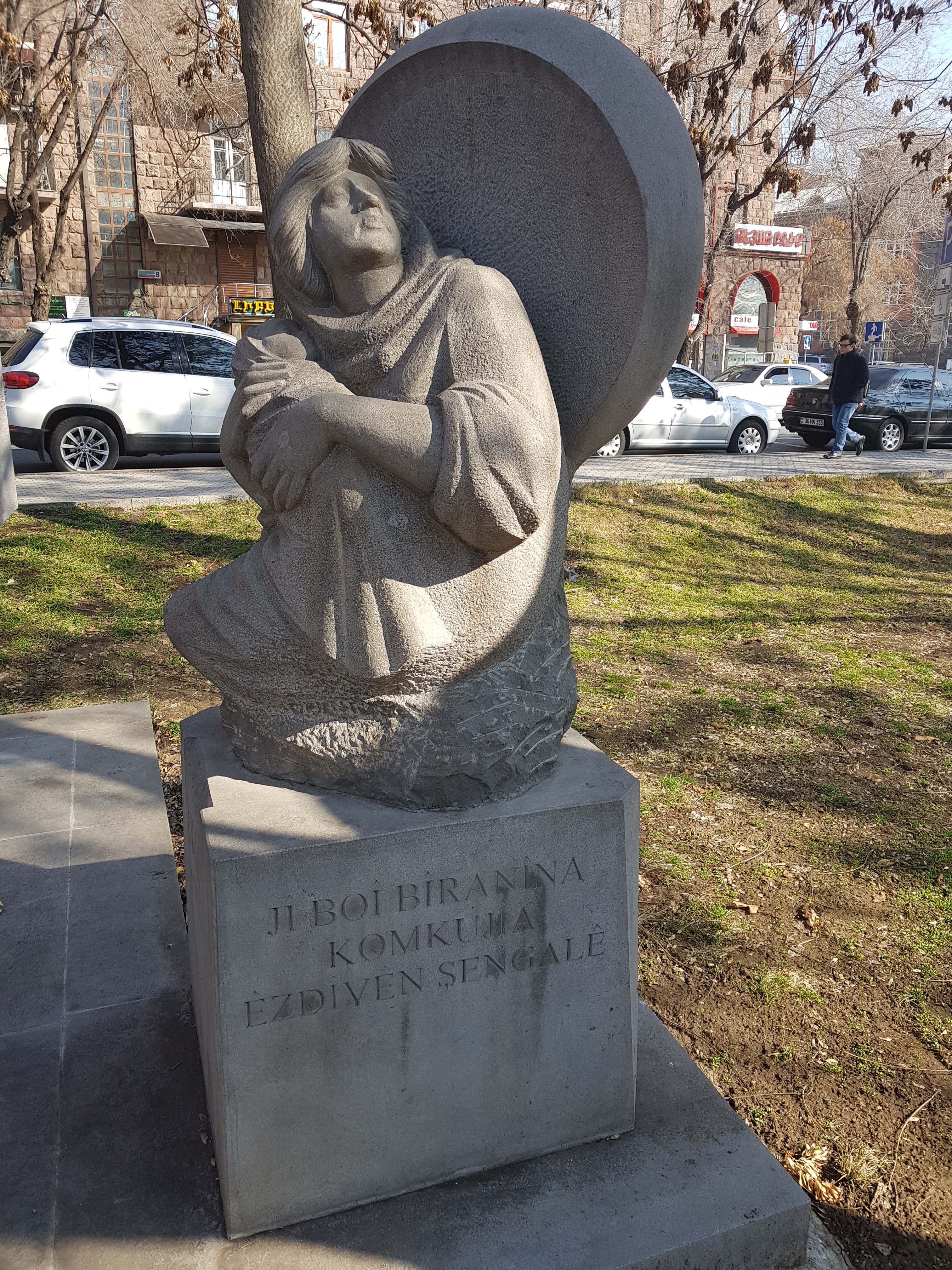
Mahnmal für die Opfer des Völkermords an den Jesiden 2014 (aufgestellt in Jerewan, Armenien, im April 2016)

Laut der Einschätzung einer UN-Kommission vom Juni 2016 verübte die IS-Organisation an den Jesiden einen Völkermord. Folgende Verbrechen gegen die Menschlichkeit wurden den IS-Terroristen vorgeworfen: Tötung, Zwangskonvertierung, Sklaverei, Menschenhandel, Vergewaltigungen, Vertreibung und Ausbildung jesidischer Kinder zu IS-Terroristen in Militärlagern des IS. Die Verbrechen des IS entsprechen den Verbrechen, die durch die Völkermordkonvention von 1951 verurteilt werden. Der Leiter der Kommission, der brasilianische Diplomat Paulo Pinheiro, appellierte an den UN-Sicherheitsrat, den Internationalen Strafgerichtshof in Den Haag mit der Verfolgung der verantwortlichen IS-Kommandeure zu beauftragen.
Die Verbrechen an den Jesiden wurden von den Vereinten Nationen und dem Europäischen Parlament als Völkermord anerkannt. Auch das armenische Parlament, das australische Parlament, das schottische Parlament und der Deutsche Bundestag haben den Völkermord anerkannt. Im Jahr 2023 erkannte auch das Vereinigte Königreich die Gräueltaten als Genozid an, was das Land bis dahin nur für vier weitere Fälle in der Geschichte getan hatte, nämlich den Holocaust, den Völkermord in Ruanda, das Massaker von Srebrenica und den Genozid in Kambodscha. Auch die Schweiz hat am 17. Dezember 2024 den Völkermord offiziell anerkannt.

## Verfilmung
- In dem Film 74th Genocide Sengal wurden die Ereignisse während der Verfolgung der Jesiden durch den IS sowie die Verteidigung der Jesiden durch die YPG und die PKK verfilmt. Das Drehbuch dazu schrieb die deutsch-kurdische Sängerin Hozan Canê, die in dem Film auch Regie führte und die Hauptrolle spielte.[34]
- HÁWAR – Meine Reise in den Genozid (von Düzen Tekkal, Produktionsjahr: 2015)[35]
- Das Volk eines Engels (von David Ben Körzdörfer, Produktionsjahr: 2016)[36]
- Kani Shingal? (internationaler Titel: Shingal, Where Are You? von Angelos Rallis, Produktionsjahr: 2017)[37]
- Bêmal – Heimatlos. 10 Jahre nach dem Völkermord an den Jesiden (von Düzen Tekkal und David Ben Körzdörfer, Produktionsjahr: 2024)[38]